# 田中甲
田中 甲（たなか こう、1957年（昭和32年）1月8日 - ）は、日本の政治家。市川市長（1期）。衆議院議員（3期）、千葉県議会議員、市川市議会議員などを歴任。「リーダーシップ研究所」を設立し、代表・講師を務めている。

## 略歴
千葉県市川市出身。日出学園幼稚園、日出学園小学校、立教中学校、立教高等学校卒業。1980年（昭和55年）3月、立教大学社会学部卒業。
1987年（昭和62年）4月、市川市議会議員に初当選。1990年（平成2年）3月、千葉県議会議員の補欠選挙に初当選。市議・県議時代は自由民主党に所属した。
1993年（平成5年）の衆議院選挙において新党さきがけ新人として千葉4区より立候補し、初当選。
1996年（平成8年）に、旧民主党の結党に参加する。その直後に行われた衆議院選挙において、千葉5区から立候補し当選、千葉県内の小選挙区における旧民主党が唯一確保した議席となった。
1998年（平成10年）、民主党の結成に参加する。1999年（平成11年）に行われた、2度の民主党代表選挙で、1月では松沢成文の推薦人、9月では鳩山由紀夫の推薦人となる。2001年（平成13年）、労働組合の支援を受ける姿勢への不満から離党し、政党・尊命を設立、自らが代表となる。2003年（平成15年）の衆議院選挙で再選を目指したが、古巣である民主党が擁立した村越祐民に敗れ、落選した。
2005年（平成17年）の衆議院選挙には立候補しなかったが、2009年（平成21年）1月6日、次期衆議院選挙に、千葉5区から無所属として立候補することを表明。その後、7月政治団体・日本の夜明けへの合流を表明し、同団体を母体とするみんなの党を渡辺喜美らと結党。同党公認で千葉5区より2期ぶりに立候補したが落選した。
2012年（平成24年）の衆議院選挙には、日本維新の会公認で比例南関東ブロックから立候補したが落選した。
2017年（平成29年）10月25日、任期満了に伴う市川市長選挙に立候補する意向を表明。国際大学の誘致などを公約に掲げ、同年11月26日投開票の選挙に出馬した。開票の結果、田中や上述の村越を含む候補者5人全員が法定得票数を満たさず、再選挙が決まった（田中の得票数は5人中3番目）。田中は「次の可能性を十分感じさせる得票だ」と述べ、再選挙に挑む考えを表明した。2018年3月14日、自民党への復党願とともに推薦依頼文を党市川市支部に提出した。田中および前回推薦した坂下茂樹から推薦願を受けた自民党県連は「自主投票」と決めるも、自民党市川市支部は坂下への推薦を決定した。再選挙は2018年4月22日投票で行われ、前回候補者のうち田中、坂下、村越の3人による争いとなったが、村越が当選し、田中は次点に終わった。
2020年8月、2022年春に行われる市川市長選挙に立候補の意向を示した。
2022年3月27日に行われた市長選挙に、保守系の一部市議、自民党や日本維新の会の国会議員らの支援を受けて立候補。立憲民主党所属の元県議（翌年の県議選で県議に返り咲き）で同党の支援を受けた守屋貴子、現職の村越、元市議の片岡恭子ら5候補を斥け、初当選を果たした。選挙結果は以下の通り。村越は得票率が有効投票総数の10%に満たず、現職ながら供託金を没収された。
※当日有権者数：400,508人 最終投票率：38.75%（前回比：＋4.78pts）
| 候補者名 | 年齢 | 所属党派 | 新旧別 | 得票数   | 得票率 | 推薦・支持 |
| -------- | ---- | -------- | ------ | -------- | ------ | ---------- |
| 田中甲   | 65   | 無所属   | 新     | 65,567票 | 42.89% |            |
| 守屋貴子 | 54   | 無所属   | 新     | 46,253票 | 30.25% |            |
| 村越祐民 | 48   | 無所属   | 現     | 15,159票 | 9.92%  |            |
| 片岡恭子 | 43   | 無所属   | 新     | 14,395票 | 9.42%  |            |
| 吉野一郎 | 68   | 無所属   | 新     | 6,637票  | 4.34%  |            |
| 市川まみ | 49   | 無所属   | 新     | 4,867票  | 3.18%  |            |

## 政策
- 1999年（平成11年）、日本の戦争責任資料センター代表の荒井信一が主催する「恒久平和調査局設置を求める院内集会」に参加。自由民主党は責任や賠償から逃れたいために、歴史の事実を明らかにすることに反対している、と述べた[12]。
- 2022年8月、同年執行の市川市長選挙で田中が公約に掲げていた市川市の小中学校給食費全額無償化を実施すると発表[13][14]した。田中は「物価高による家計のひっ迫を救済する一面もあり、子どもの成長に必要な充実した食の環境を整えたい」[15]と述べた。
- 2023年2月8日、田中は村越前市長時代の2021年11月にオープンした「市本」（いちぼん）という文化施設について、2023年3月末をもって廃止することを明らかにした。民間委託し運営していた「市本」にかかる費用は年間およそ3000万円なのに対し、施設の利用者は1日あたり20人前後にとどまっており、田中は開設からわずか1年4か月で廃止を決めた理由について費用対効果や予算の優先順位を挙げた。市民やSNSユーザーからは田中の方針に理解を示す声もあった一方、市内在住の作家の石川智健らが反対を表明するなど議論を呼んだ[16]。
- 選択的夫婦別姓制度を推進[17]。